# Léon-Eugène-Aubin Coullard Descos

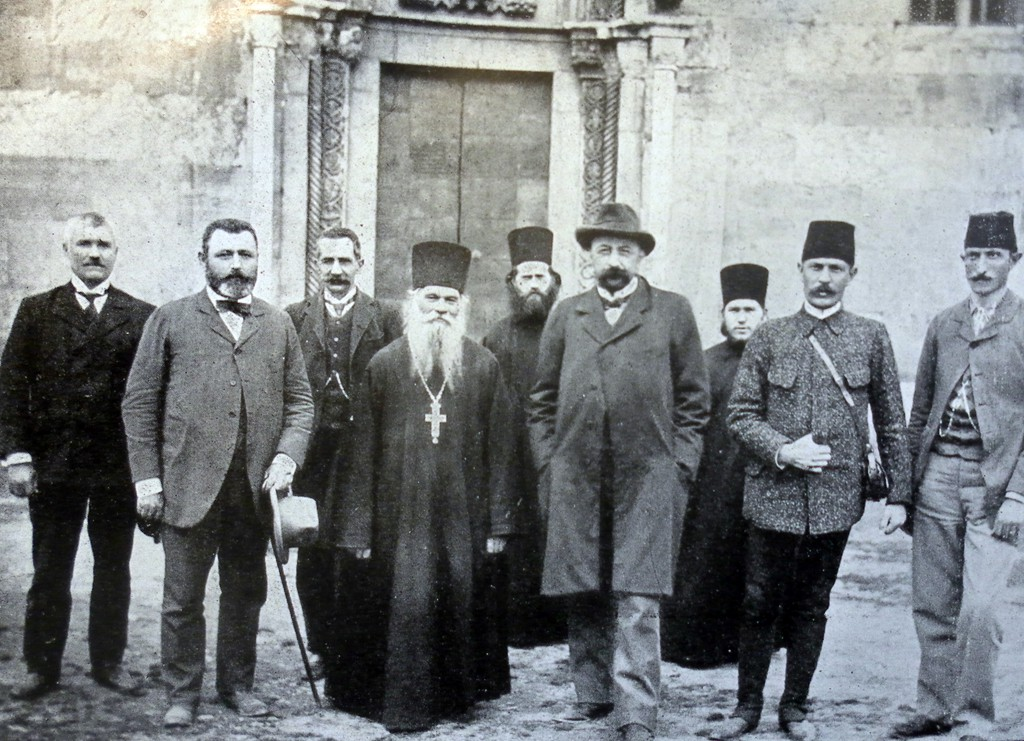
Eugène Aubin (Frontreihe links) vor dem Portal des Klosters Visoki Dečani (1908)

Léon-Eugène-Aubin-Coullard Descos (* 11. April 1863 in Rouen; † 26. August 1931 in La Roche-en-Ardenne) war ein französischer Diplomat.

## Leben
Léon-Eugène-Aubin-Coullard Descos studierte Rechtswissenschaft.
Er trat am 25. September 1885 in den Auswärtigen Dienst ein und wurde in der Abteilung Öffentlichkeitsarbeit am Quai d’Orsay beschäftigt.
Am 25. September 1885 wurde er nach Konstantinopel versetzt.
Am 1. Januar 1886 wurde er nach Caracas versetzt.
Am 31. Mai 1887 wurde er zum Gesandtschaftssekretär dritter Klasse befördert.
Am 6. Juli 1890 wurde er nach Kairo versetzt.
Am 15. November 1893 wurde er zum Gesandtschaftssekretär zweiter Klasse befördert.
Am 10. Juli 1894 wurde er nach Madrid versetzt.
Am 31. Dezember 1896 wurde er Ritter und am 20. Juli 1909 Offizier der Ehrenlegion.
Ab 22. Dezember 1897 wurde er am Quai d’Orsay beschäftigt, wo er ab 19. März 1898 stellvertretender Bürovorsteher des Außenministers war.
Ab 17. August 1898 war er Geschäftsträger in Bukarest, wo er am 14. September 1898 zum Gesandtschaftssekretär erster Klasse befördert wurde.
Am 12. August 1902 wurde er nach Tanger versetzt, wo er ab 17. Mai 1904 Gesandter zweiter Klasse wurde.
Ab 17. Mai 1904 war er außerordentlicher Gesandter und Ministre plénipotentiaire in Port-au-Prince.
Ab 8. November 1905 war er außerordentlicher Gesandter und bevollmächtigter Minister in Teheran und ab 23. Januar 1907 in Belgrad.
Am 1. August 1910 wurde er zum bevollmächtigten Minister befördert.
Als er am 23. Juli 1914 in den Ruhestand versetzt wurde, war er Doyen des diplomatischen Corps in Belgrad.

## Veröffentlichungen
- En Haiti. Panteurs d'autrefois. Nègres d'aujourd'hui, 1910 A.Colin.
- La Perse d'aujourd'hui[3]
- Le Maroc d'aujourd'hui